# Aure Atika
Aure Atika é uma atriz e diretora francesa, nascida  no Monte Estoril, em Portugal.

## Biografia

### Infância e formação
Aure Atika vem de uma família judia sefardita de origem marroquina que chegou à França na década de 1960. Seu primeiro nome significa "Luz" em hebraico. Ela é filha de Ode Atika Bitton (1941-1992), enfermeira, fotógrafa e diretora, e pai desconhecido. Sua mãe lhe conta que ela teria sido concebida sob influência de ácido por Michel Fournier, um diretor de fotografia, embora este nunca a tenha reconhecido. A ausência de parentesco será confirmada por um teste de DNA.
Foi por acaso que nasceu em Portugal, onde a sua mãe grávida tinha ido assistir a um festival de rock. Na juventude, muitas vezes era cuidada pela avó, pois a mãe, muito "babaca", estava frequentemente ausente em viagens ao Oriente.
Aure estudou direito na Universidade de Paris Panthéon Assas (Paris II) e fez cursos na École du Louvre.

### Carreira
Aure Atika desempenhou seu primeiro papel no cinema aos nove anos, em um filme dirigido por Jeanne Moreau, L'Adolescente. Em 1992, ela desempenhou o papel principal no filme Sam suffit dirigido por Virginie Thévenet. O fracasso comercial do longa-metragem a levou a se afastar das telonas por um tempo. Trabalhou então durante vários anos como apresentadora de televisão, apresentando Sexy Zap no M6 e depois, no Paris Première, o programa Nova, dedicado às noites parisienses.

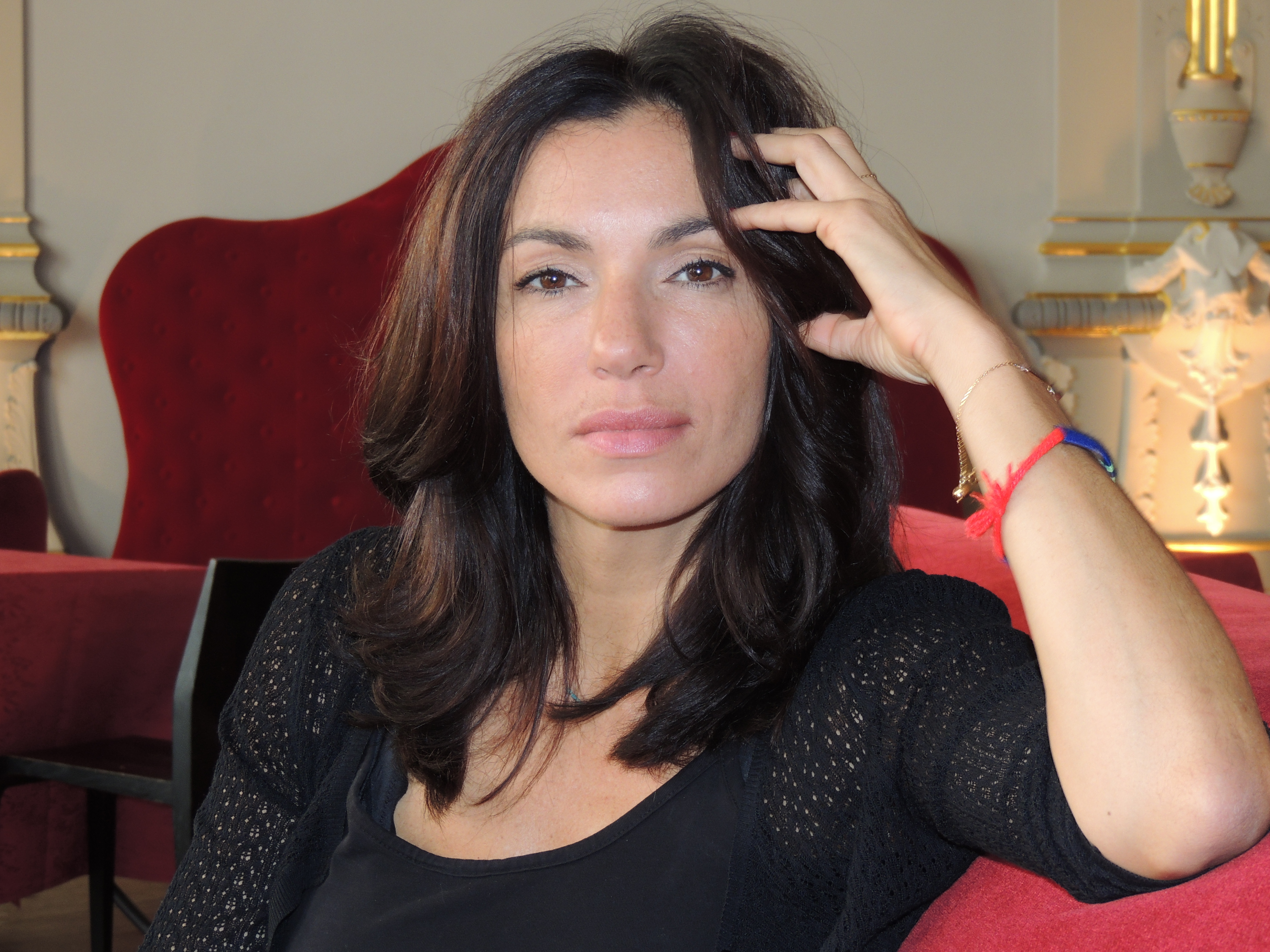
Aure Atika em 2013.

A transmissão do primeiro número da Nova, em 1996, lhe rendeu atenção devido a um deslize no ar: enquanto entrevistava Jackie Berroyer na casa do professor Choron, ela é repreendida por este, que, irritado com as perguntas que considera enfadonhas, a chama de "empregada doméstica" (em francês:  femme de ménage) e "idiota de merda" (em francês:  connasse de merde). Aure Atika joga o conteúdo de seu copo na cara dele e o Professor Choron retribui o favor. Em 2014, ela lembrou que, durante a entrevista de Berroyer, Choron e as demais pessoas presentes estavam sob efeito de álcool, o que teria provocado a reação do professor à sua entrevista "excêntrica" com Berroyer: "[Choron] vê uma câmera, ele precisa agir. (…) Respondi como teria respondido em vida."
No ano seguinte, ela desempenhou um dos papéis principais em La Vérité si je mens, o que lhe permitiu relançar a carreira no cinema. Ela então alternou papéis em comédias, tais como Trafic d'influence, OSS 117 : Cairo, ninho de espiões, Comme t'y es belle !, bem como as duas sequências de La Vérité si je mens !, e em filmes dramáticos ou intimistas - La Faute à Voltaire, De battre mon cœur s'est arrêté, Le Conveyor, Mademoiselle Chambon, O Verão do Skylab.
Paralelamente, dirigiu vários curtas-metragens e publicou em 2017 um romance autobiográfico, Mon ciel et ma terre, publicado pela Fayard, no qual relata sua relação com uma mãe boêmia e viciada em drogas. Em outubro de 2017, presidiu o júri do 39º Festival de Cinema Mediterrâneo de Montpellier, sucedendo a Laetitia Casta. Nos dias 16 e 17 de julho de 2022, Aure Atika foi a convidada de honra da segunda edição do evento L'ADCA invite, em Aix-les-Bains.

### Vida pessoal
A mãe de Aure Atika disse que ela a concebeu com Michel Fournier (1945-2008) — diretor de fotografia   enquanto estava sob a influência de LSD. Só muito mais tarde a atriz conheceu o homem que considerava seu pai biológico. Ele então a menciona como sua filha em entrevistas. Em 2008, após a morte de Michel Fournier, Aure Atika contactou outra das suas filhas biológicas: um teste conjunto de DNA finalmente revela que Aure, ao contrário de sua suposta meia-irmã, não é filha do diretor de fotografia.
Aure Atika foi companheira de Philippe Cerboneschi, conhecido como Philippe Zdar (1967-2019), integrante das duplas Motorbass e Cassius, com quem teve uma filha em 2002, chamada Angelica.

## Filmografia

### Atriz

#### Cinema
- 1979 : L'Adolescente de Jeanne Moreau : une petite fille (non créditée)
- 1987 : L'Ami de mon amie d'Éric Rohmer
- 1989 : Première Framboise, Portrait de groupe #102 de Gérard Courant : elle-même.
- 1992 : Sam suffit de Virginie Thévenet : Eva
- 1994 : Toujours les filles souffriront d'amour de Béatrice Plumet (court-métrage)
- 1997
 : La Vérité si je mens ! de Thomas Gilou : Karine
- 1997 : Vive la République ! d'Éric Rochant : Sabine
- 1997 : Grève party de Fabien Onteniente : Julie
- 1998 : Une vie de prince de Daniel Cohen : Josée
- 1998 : Bimboland d'Ariel Zeitoun : Alex Baretto
- 1999 : Trafic d'influence de Dominique Farrugia : Sandrine Athan
- 1999 : Sur un air d'autoroute de Thierry Boscheron : Périnne
- 2000 : La Faute à Voltaire d'Abdellatif Kechiche : Nassera
- 2001 : La Vérité si je mens ! 2 de Thomas Gilou : Karine
- 2002 : Mister V. d'Émilie Deleuze : Cécile
- 2003 : Au bout du monde à gauche d'Avi Nesher : Simone Toledano
- 2003 : Le Convoyeur de Nicolas Boukhrief : Isabelle
- 2003 : Le Clan de Gaël Morel : Émilie
- 2004 : De battre mon cœur s'est arrêté de Jacques Audiard : Aline
- 2005 : Ten'ja de Hassan Legzouli : Nora
- 2006 : OSS 117 : Le Caire, nid d'espions de Michel Hazanavicius : la princesse Al Tarouk
- 2006 : Comme t'y es belle ! de Lisa Azuelos : Léa
- 2006 : La Vie d'artiste de Marc Fitoussi : la responsable de l'Hippopotamus
- 2007 : Vent mauvais, de Stéphane Allagnon : Frédérique
- 2008 : Les Insoumis, de Claude-Michel Rome : Marianne
- 2008 : Versailles, de Pierre Schoeller : Nadine
- 2008 : 48 heures par jour de Catherine Castel : Marianne Tellier
- 2009 : Les Doigts croches de Ken Scott : Madeleine ou Maddy
- 2009 : Mademoiselle Chambon de Stéphane Brizé : Anne-Marie
- 2010 : Copacabana de Marc Fitoussi : Lydie, la chef des ventes
- 2011 : Le Skylab de Julie Delpy : Tante Linette
- 2012 : JC comme Jésus Christ de Jonathan Zaccaï : Aure
- 2012 : La Vérité si je mens ! 3 de Thomas Gilou : Karine
- 2012 : La Vie d'une autre de Sylvie Testud : Jeanne
- 2013 : Nesma de Homeïda Behi : Claire Slimane
- 2014 : Deux temps, trois mouvements de Christophe Cousin : Adèle
- 2014 : Avis de mistral de Rose Bosch : Magali
- 2014 : Papa Was Not a Rolling Stone de Sylvie Ohayon : Micheline
- 2016 : Tout pour être heureux de Cyril Gelblat : Judith
- 2017 : L'Un dans l'autre de Bruno Chiche : Aimée
- 2017 : En attendant les hirondelles de Karim Moussaoui : Rasha
- 2020 : 10 jours sans maman de Ludovic Bernard : Isabelle
- 2020 : Voir le jour de Marion Laine : Sylvie
- 2021 : Rose de Aurélie Saada : Sarah
- 2022 : La Maison d'Anissa Bonnefont : Delilah
- 2023 : 10 jours encore sans maman de Ludovic Bernard : Isabelle
- 2023 : Un coup de maître de Rémi Bezançon : Dudu
- 2024 : L'Esprit Coubertin de Jérémie Sein : La ministre
- 2024 : Le Panache de Jennifer Devoldère

#### Televisão
- 1995-1996 : Sexy Zap : Présentatrice
- 1996 : Nova : apresentadora
- 1999 : Premières Neiges de Gaël Morel : Juliette
- 2001 : Libre à tout prix de Marie Vermillard : Maud
- 2001 : Caméra Café, episódio L'accueil téléphonique : Vanessa
- 2005 : Alice Nevers, le juge est une femme episódio Ficelle dirigido por Jean-Marc Seban : Céline Bertrand
- 2006 : Tsunami : Les Jours d'après (Tsunami: The Aftermath) de Bharat Nalluri : Simone
- 2011 : Après moi de Stéphane Giusti : Jeanne
- 2012 : Les piliers de la terre : un monde sans fin de Michael Caton-Jones : la Reine Isabelle
- 2013 : Tout est permis d’Émilie Deleuze
- 2014 : Un enfant en danger de Jérôme Cornuau : Rebecca
- 2014 : Les Hommes de l'ombre (saison 2) de Jean-Marc Brondolo : Gabrielle Tackichieff
- 2016 : The Night Manager : Sophie Alekan
- 2016 : Capitaine Marleau (épisode En trompe-l'œil) de Josée Dayan : Judith Garin
- 2017 : Scènes de ménages : Cap sur la Riviera
- 2018 : Jonas de Christophe Charrier : A mãe de Nathan
- 2018 : Souviens-toi de nous de Lorenzo Gabriele : Carole
- 2018 : Black Earth Rising (série télévisée BBC) : Sophie Barré
- 2019-2020: Les Bracelets rouges de Nicolas Cuche : Alexandra (desde a 2ª temporada)
- 2019 : Pour Sarah de Frédéric Berthe : Capitaine Zerouki
- 2021 : Un homme d'honneur, mini-série de Julius Berg : Rebecca Riva
- 2023 : Lycée Toulouse-Lautrec de Nicolas Cuche et Stéphanie Murat : Elisabeth
- 2023 : Le Colosse aux pieds d'argile de Stéphanie Murat

- 2024: Terminal : Bienvenue à l'aéroport (série de televisão do Canal+) de Jamel Debbouze: Florence

#### Clipes
- Aure Atika apareceu em 2003 no videoclipe de Jean-Louis Murat, Le Cri du papillon.[11]
- Em The Journey, clipe promocional dirigido por Ridley Scott por ocasião do 85º aniversário da Turkish Airlines, Aure Atika interpreta o papel de uma mulher morena misteriosa e elegante seguida por Istambul pela heroína loira, interpretada por Sylvia Hoeks.[12]

#### Dublagem
- Aure Atika dá voz à personagem Kaileena para a versão para PC do videogame Prince of Persia: Warrior Within.[13]
- Ela dubla Laura no filme de animação Peur(s) du noir.[14]

### Diretora

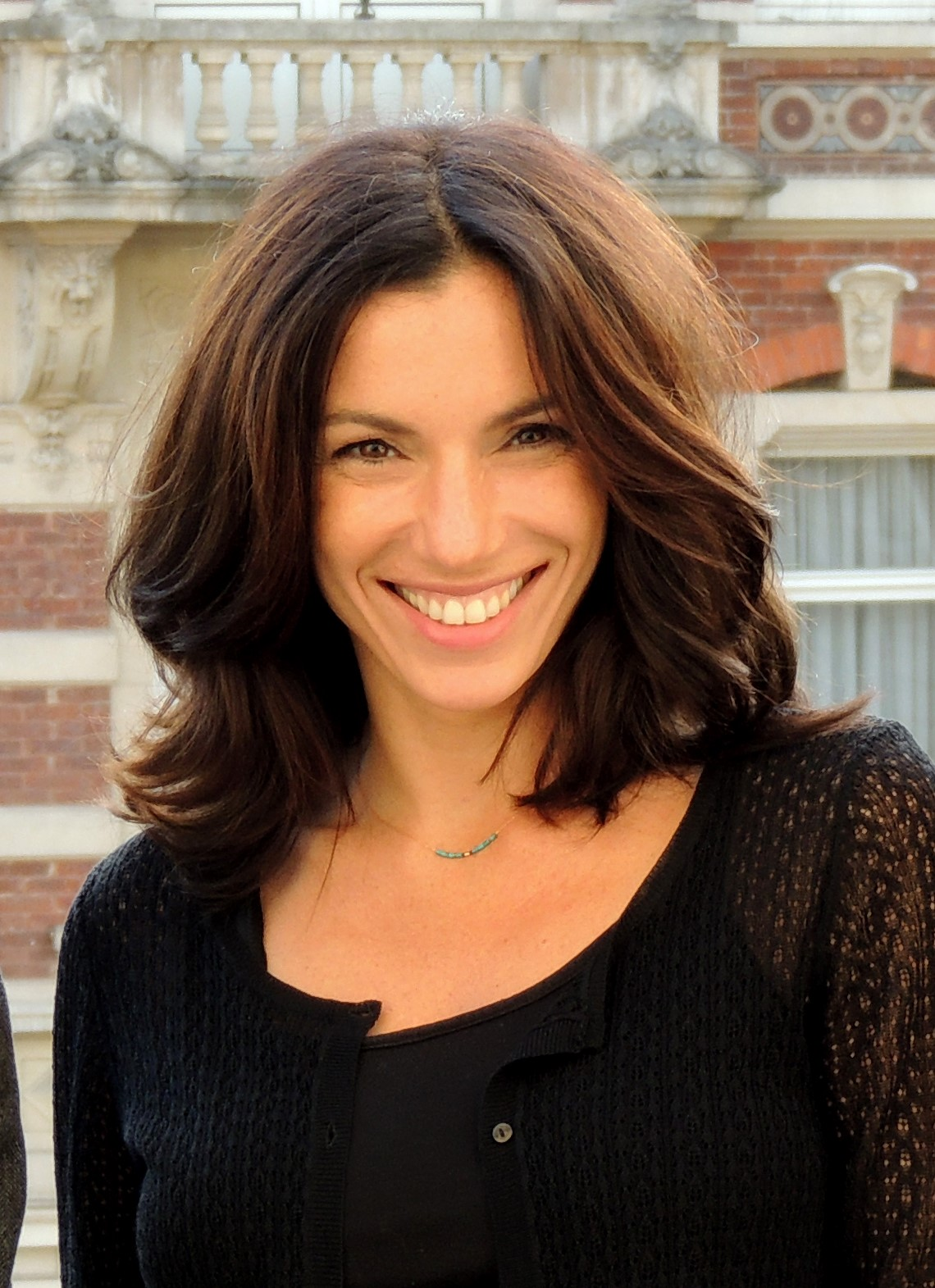
Aure Atika em 2013 em Namur.

- 2003: À quoi ça sert de voter écolo ? (curta-metragem). Prêmio Fundação Beaumarchais.
- 2007: De l'amour (curta-metragem). Prêmio de Melhor Ator para Jonathan Zaccaï no Festival de Cabourg.
- 2013: On ne badine pas avec Rosette (curta-metragem). Apresentado na Semana da Crítica do Festival de Cinema de Cannes 2013 como parte do 20º aniversário de Adami.

## Teatro
- 2007: Gamines de Sylvie Testud, dirigido pelo autora, Comédie de Picardie, depois Théâtre de la Croix-Rousse.
- 2009: Le Plan B de Andrew Payne, dirigido por Michel Fagadau, Le Studio des Champs-Élysées.
- 2011: L'Amour, la mort, les fringues de Délia e Nora Ephron, dirigido por Danièle Thompson, Théâtre Marigny.
- 2018: L'Éveil du chameau de Murielle Magellan, dirigido por Anouche Setbon, turnê.

## Publicações
- Mon ciel et ma terre, Fayard, 2017. Selecionado para o 1º prêmio Chambéry de romance. Selecionado para o Prêmio La Coupole. Vencedor do Prêmio Público Geral La Coupole 2017.

## Honrarias

### Prêmios
- Premiers planeja Festival de Angers 2001: Prêmio de atuação Jean Carmet por La Faute à Voltaire.[15]
- 2004: Prêmio da Fundação Beaumarchais pelo curta-metragem A quoi ça sert de voter écolo ?

### Indicações
- César do cinema 2010: César de melhor atriz coadjuvante por Mademoiselle Chambon.
- Troféu de língua francesa 2014: Troféu de atuação feminina por Nesma.[16]

### Condecorações
- 2015: Cavaleira da Ordem das Artes e Letras.